# Байель, Алим Дауренович
Алим Дауренович Байель (каз. Әлім Дәуренұлы Байел; род. 16 января 1984 года, Джамбул, Джамбульская область, Казахская ССР, СССР) — казахстанский дипломат, Чрезвычайный и Полномочный Посол Казахстана в Азербайджане (с 2023 года).

## Биография
Родился в 1984 году в г. Тараз. Окончил Ближневосточный технический университет (Анкара, Турция) по специальности «бизнес-администрирование». Окончил магистратуру Университета Джорджа Вашингтона (Вашингтон, США) по специальности «государственное управление». Выпускник программы «Болашак». В 2019 году вошёл в состав Президентского молодёжного кадрового резерва Республики Казахстан.
Помимо родного казахского, свободно владеет английским, русским, турецким и азербайджанским языками. Знает арабский. Специалист по тюркским странам и Исламскому миру. В разные годы неоднократно выступал переводчиком на встречах Президента Казахстана К. Токаева и Президента Турции Р. Эрдогана.
2012—2014 — эксперт Совета сотрудничества тюркоязычных государств.
2014—2015 — директор центра международных отношений Тюркской академии.
2016 — руководитель управления международного сотрудничества Министерства по делам государственной службы Казахстана.
2016—2018 — руководитель управления международного сотрудничества, руководитель управления стратегических разработок Агентства Республики Казахстан по делам государственной службы и противодействию коррупции.
2018—2020 — первый секретарь по политическим вопросам посольства Казахстана в Турции.
С марта 2020 по апрель 2023 — генеральный консул Казахстана в Стамбуле. 
В 2022 году получил дипломатический ранг чрезвычайного и полномочного посланника II класса.
Посол Казахстана в Азербайджане (с 18 апреля 2023).
Женат, воспитывает двух дочерей.

## Награды
- Медаль «Народная благодарность»